# Plectris ligulata
Plectris ligulata är en skalbaggsart som beskrevs av Frey 1969. Plectris ligulata ingår i släktet Plectris och familjen Melolonthidae. Inga underarter finns listade i Catalogue of Life.